# Un'avventura

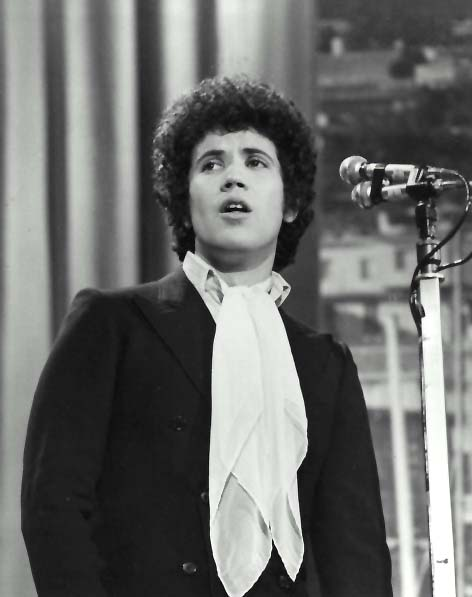
Battisti si esibisce con Un'avventura al Festival di Sanremo 1969

Un'avventura è un brano musicale composto da Lucio Battisti con testo di Mogol.

## La canzone
Dopo due partecipazioni consecutive come autore, con questo brano Battisti esordì come interprete, in abbinamento con Wilson Pickett, per quella che fu la sua prima e unica apparizione al Festival di Sanremo. La canzone si classificò al 9º posto.Il brano fu pubblicato da Battisti il 31 gennaio del 1969 come lato A del 45 giri Un'avventura/Non è Francesca; nello stesso mese venne inserito nell'antologia Sanremo 1969 e il 5 marzo successivo fu inclusa in Lucio Battisti, l'album di debutto del musicista, mentre Pickett lo pubblicò sul lato A del 45 giri Un'avventura/Amo te, quasi interamente cantato in inglese con versi scritti da Carl Sigman.
L'idea dell'abbinamento con Wilson Pickett fu di Ezio Leoni, all'epoca label manager della Ri-Fi che in quel periodo distribuiva in Italia il catalogo della Atlantic Records, per cui in quel periodo incideva Pickett; alla registrazione della versione di Pickett partecipò alla batteria Billy Cobham e alla tromba Ernie Royal.
Mogol è particolarmente legato al brano, al punto che ha chiamato il suo yacht "Un'avventura".

## Testo e significato
Due ragazzi s’innamorano e scoprono che la loro storia d’amore estiva non sarà un sentimento passeggero, ma la storia della vita.

## Composizione
Musicalmente la canzone è un rythm & blues all'italiana che mescola melodia e ritmo
.
La canzone, arrangiata da Gian Piero Reverberi, comincia in forma di ballata orecchiabile e, dalla seconda strofa, si trasforma in un rhythm and blues, caratterizzato dai riff della sessione di fiati.

## Cover
- 1969: New Trolls, 33 giri Sanremo 69 (Fonit-Cetra, LPP 127)[11]
- 1969: Los Kifers, 45 giri Oye mis ansias de vivir/Un'avventura (Vergara, 45.298 A; pubblicato in Spagna)[12]
- 1969: Giampaolo, 45 giri Ragazzo mio/Un'avventura (Karabo, KR 1009)[13]
- 1969: Giorgio Carnini, 33 giri Le 24 canzoni di Sanremo (ARC, KAS 29)[14]
- 1969: Ferruccio Martinelli, 33 giri Le più belle canzoni di Sanremo 69 (Cinevox, SC 33-6)[13]
- 1978: Odeon, 45 giri Pipertime 1a parte/Pipertime 2a parte all'interno di un medley Valiant, ZBV 7090)[15]
- 1985: Ro.Bo.T., 33 giri Le più belle canzoni di Sanremo (Five Record, FM 13556)[13]
- 1988: Cantautores, 33 giri Cantautores (Fonit-Cetra, LPX 207)[16]
- 1993: Formula 3, CD 25 anni di Lucio Battisti (RCA Italiana, 74321-17295-2)[17]
- 1994: Rock Galileo, CD La strada da imboccare (RCA Italiana, 74321-17295-2)[13]
- 1996: Raffaella Carrà, CD Carramba che rumba! (Fonit-Cetra, CTD 46)[18]
- 2000: Renato Sellani, CD Per Lucio Battisti (Philology, W 179.2)[13]
- Mietta ha inserito una cover nel suo album del 2000 Tutto o niente[senza fonte].
- 2006: Massimo Ranieri, CD Canto perché non so nuotare...da 40 anni (Rama 2000 International, 0177822ERE)[13]
- 2010: Simona Molinari, Nicky Nicolai e Karima,  DVD Amiche per l'Abruzzo  (Warner Music Italy, 5051865966722)[19].
- Gianna Nannini ha inciso la canzone nell'album del 2014 Hitalia[senza fonte].
- La cantante russa Svetlana Tchernykh ha inciso la cover del brano dal titolo Не зови ты увлечением pubblicata nell'album Черных поёт Баттисти[20]
- 2021: Bugo e i Pinguini Tattici Nucleari nella serata delle cover del Festival di Sanremo 2021[21].
- I Jet hanno registrato una loro cover del brano per il lato b del singolo Hurry Hurry, pubblicato nel 2024[senza fonte]

## Film
Nel 1987 Un'avventura è stata inserita nella colonna sonora del film Il grande Blek di Giuseppe Piccioni.
Nel 2019 è stato prodotto il film omonimo con la regia di Marco Danieli, in cui questa e altre canzoni di Mogol e Battisti sono cantate dai protagonisti Michele Riondino e Laura Chiatti.